# Avro 621 Tutor
Les Avro Tutor, et Prefect sont des avions d'entraînement militaire britanniques de l'entre-deux-guerres. L'Avro Tutor a succédé en 1933 à l'Avro 504 comme avion d'entraînement de base dans la Royal Air Force et le Prefect, plus polyvalent, a été adopté par de nombreuses forces armées. Ils ont donné naissance à une version allégée, l'Avro Cadet (en).

## Origine et description du Tutor
Pour remplacer l'Avro 504, Roy Chadwick dessina sur fonds propres un biplace d'entraînement de début de construction mixte. La voilure à ailes inégales décalées avait une structure métallique, mais des éléments de nervures en bois. Des ailerons encastrés occupaient les quatre plans. Le fuselage était une poutre métallique en tubes d'acier habillée par des cadres en bois supportant le revêtement. L'ensemble était entoilé. Le train d'atterrissage était fixe, sans essieu, avec béquille arrière.
Le prototype [G-AAKT] effectua son premier vol en décembre 1929, avec un moteur Armstrong Siddeley Mongoose IIIA de 155 ch, et fit sa première apparition publique le 28 juin 1930. Cet appareil fut produit en série avec deux motorisations : Armstrong Siddeley Mongoose (Avro Trainer) ou Armstrong Siddeley Lynx (Avro Tutor). Les premières commandes portèrent sur trois appareils pour l'État libre d'Irlande et 21 appareils à moteur Mongoose pour la RAF. 

## Versions
- Avro 621 Trainer : 21 Avro 621 à moteur Armstrong Siddeley Mongoose de 155 ch achetés par la RAF et construits par A.V.Roe and Co Ltd ;
- Avro 621 Tutor : 545 Avro 621 à moteur Armstrong Siddeley Lynx IV de 180 ch ou IVC de 240 ch et dérive de forme plus arrondie. En cours de production, les cylindres furent recouverts d'un anneau Townend capotant le moteur et une roulette de queue remplaça le patin arrière amorti ;
- Avro 621 Tutor II : Un appareil modifié en doublant le haubanage d'entreplan ;
- Avro 621 Survey : Trois appareils réalisés spécialement pour remplacer les Avro Avian utilisés au Tanganyika ;
- PWS-18 : L'armée polonaise recherchant un appareil d'entraînement avancé, deux Avro Tutor furent achetés en 1934, tandis que le gouvernement polonais négociait une licence de production. Le principal problème était celui du moteur. Durant ces négociations les deux Avro 621 furent transférés à l'usine PWS (en), retenue pour la production. L'ingénieur Antoni Uszacki modifia l'appareil pour y adapter un moteur Wright Whirlwind construit sous licence en Tchécoslovaquie, caréné par un capot moteur NACA plus profond avec prise d'air du carburateur à la base. La voilure était également légèrement modifiée, adoptant une structure entièrement en bois plus conforme aux capacités de production de l'usine de Podlasie, avec saumons arrondis et différentes modifications de détail introduites (béquille arrière, possibilité de recevoir une mitrailleuse fixe avant, ou une arme en pivot arrière, ou deux bombes de 12 kg...). 40 exemplaires seulement furent construits, en raison de l'apparition du PWS-26 ;
- Avro 626 : Développé pour répondre au besoin de forces aériennes ne disposant que de moyens financiers modestes, cette version de l'Avro Tutor devait permettre d'employer l'appareil pour l'entraînement de début mais aussi l'entraînement avancé de divers spécialistes. Un cockpit supplémentaire était donc prévu en arrière du poste arrière de l'Avro 621, dont la structure générale était conservée, permettant l'installation d'équipements de navigation aérienne, communication radio ou d'un affût Scarff avec mitrailleuse pour la formation des mitrailleurs. La majorité des appareils furent équipés d'un moteur Armstrong Siddeley Lynx IVC de 240 ch et quelques exemplaires reçurent des flotteurs ou des skis.

Le prototype prit l'air en 1930 et ce biplan connut un certain succès à l'exportation, en particulier en Amérique du Sud, où le constructeur mena une importante campagne publicitaire. 198 exemplaires furent construits, dont onze livrés à la RAF comme avions d'entraînement à la navigation biplaces. Ils furent baptisés « Prefect ».
- Tatra T-126 : Avro 626 produit sous licence en Tchécoslovaquie avec deux motorisations: Un Avia Rk.17 de 355 ch pour utilisation nationale, Armstrong Siddeley Cheetah V de 260 ch pour exportation en Turquie et divers pays des Balkans. Le nombre d'appareils produits par Tatra n'est pas connu ;
- Avro 637 : Version de reconnaissance armée de l'Avro 626. Une mitrailleuse Vickers fixe était à la disposition du pilote et l'observateur disposait d'une Lewis sur un affût spécialement développé par Avro pour limiter la traînée. L'Avro 637 se distinguait en outre par une envergure légèrement supérieure et des saumons de voilure arrondis. Huit exemplaires furent vendus en Chine ;
- Avro 646 Sea Tutor : Version hydravion du Tutor, répondant à la spécification Air Min 26/32. Quinze exemplaires construits par A.V.Roe and Co Ltd.

## Utilisateurs militaires
- Afrique du Sud : A.V.Roe & Co a livré 2 Avro 621 à la South African Air Force, 57 appareils supplémentaires étant produits localement.

- Reich allemand : Quelques PWS-18 furent capturés en Pologne par la Luftwaffe et utilisés dans les écoles allemandes.

- Argentine : Un Avro 626 [G-ABFM] participa à l'exposition britannique organisée à Buenos Aires en 1931. Après s'être fait remarquer par un vol spectaculaire au-dessus des Andes, cet appareil fut réquisitionné par l'armée argentine pour participer à la répression d'une révolte locale. Sa performance fut jugée intéressante et 14 appareils supplémentaires furent commandés.

- Autriche : 7 Avro 626 livrés.

- Belgique : Les 12 Avro 626 livrés à l'Aéronautique militaire (dont 4 assemblés par SABCA firent une carrière très discrète. Deux étaient toujours en compte en mai 1940.

- Brésil : 16 Avro 626 à moteur Armstrong Siddeley Cheetah V de 260 ch.

- Canada : 6 Avro 621 furent livrés par A.V.Roe & Co à Ottawa Car Co. Ltd pour revente à la RCAF. Celle-ci n'avait pas véritablement besoin d'un appareil d'entraînement de début supplémentaire, mais devait former des opérateurs radio et les Tutor [serial 184/189] furent affectés à l'école de coopération terrestre de Camp Borden après avoir reçu une radio deux voies permettant leur instruction. Ces six appareils furent convertis en cellules d'instruction statique en 1939/40. La RCAF a également reçu 12 Avro 626, avec capots moteurs modifiés, cockpits fermés et skis. Utilisés par les No 3 et No 111 Squadron, ils étaient encore en service au début de la Seconde Guerre mondiale.

- Chili : a reçu 20 Avro 626.

- République de Chine : L'aviation nationaliste du Guangxi a utilisé 5 Avro Tutor, au moins 11 (peut-être 13) Avro 626 et 8 Avro 637. Tous ces appareils participèrent au second conflit sino-japonais.

- Danemark : 5 Avro 621 furent utilisés, dont 3 construits par l'Arsenal naval danois.

- Égypte : 25 Avro 626 à moteur Armstrong Siddeley Cheetah V de 260 ch furent commandés, mais deux furent perdus à la livraison. Ils furent remplacés par deux autres appareils. Premier avion militaire de l'armée égyptienne, qui n'avait jusqu'alors disposé que de de Havilland DH.60 Moth, ils furent mis en service en 1933 et réformés en 1944 seulement.

- Espagne : Un certain nombre d'Avro 626 servirent dans les rangs républicains bien qu'aucun n'ait été livré directement par Avro.

- Estonie : 4 Avro 626 livrés.

- Royaume-Uni : Cherchant à remplacer ses Avro 504N en bois, la RAF commanda une série de 21 Avro 621 Trainer, qu'elle compara durant trois ans avec divers autres appareils. Après une longue hésitation, elle préféra finalement le biplan Avro au Hawker Tomtit (en) en 1933. Elle reçut donc 381 Tutor et 15 Sea Tutor. Jusqu'en 1939 le Tutor fut l'avion d'entraînement de début standard des écoles britanniques. L'appareil se prêtait particulièrement bien la voltige et dès le meeting de Hendon le 26 juin 1933 une formation de moniteurs de la Central Flying School en fit la démonstration. Au début de la Seconde Guerre mondiale on comptait encore un peu plus de 200 Tutor en service malgré leur remplacement progressif par le Miles Magister.

Affectés initialement au No 811 Sqdn de la Fleet Air Arm, les Sea Tutor furent transférés en mai 1937 aux sections de servitude des bases aéronavales. 4 exemplaires étaient toujours en service au début de la Seconde Guerre mondiale. Le dernier [K5602] ne fut réformé qu'en août 1942.
La RAF fit également l'acquisition de 7 Avro 626 sans poste arrière, et conserva 4 des Avro 626 triplaces commandés par la Nouvelle-Zélande. Baptisés Prefect, ces appareils furent livrés en 1935 et utilisés pour l'entraînement à la navigation puis des missions de servitudes durant la Seconde Guerre mondiale.
- Grèce : L'Avro 621 Tutor fut retenu en 1936 de préférence au de Havilland DH.82A Tiger Moth II et 29 appareils furent livrés aux forces royales hellènes par A.V.Roe and Co avec une licence de production qui permit à l'usine d'état KEA (en) de produire 30 exemplaires avant décembre 1939, un second lot de 30 appareils étant alors en production. Les Grecs achetèrent également 21 Avro 626. 4 Avro 621 et 3 Avro 626 parvinrent à gagner l' Égypte et à rejoindre la RAF avant l'occupation du pays par les forces italo-allemandes.

- Hong Kong : 6 Avro 626 temporairement portés sur le registre civil.

- Irak : 3 Tutor livrés à l'Iraqi Air Force.

- Irlande : L'Irish Air Corps a reçu 3 Avro 621, désignés localement Triton, et 4 Avro 626 qui ne furent retirés qu'en 1941.

- Lituanie : 4 Avro 626, qui étaient toujours en service au moment de l'invasion russe.

- Nouvelle-Zélande : 8 Avro 626 Prefect triplaces à moteur Lynx furent commandés par la RNZAF, 4 seulement étant livrés [NZ201/204], la RAF conservant les 4 autres. Le [NZ201] fut accidenté et réformé en 1937, les trois autres remplacés en 1940 par les Fairey Gordon et utilisés pour l'entrainement au vol aux instruments. Le [NZ202] sera démoli en 1942, les deux derniers réformés en 1943.

- Pologne : 2 Avro 621 livrés par A.V.Roe & Co, 40 PWS-18 produits localement. Ces derniers [80-1 à 80-40] furent dispersés entre l'école centrale de Dęblin, l'école des cadets de Bydgoszcz et les sections d'entraînement des régiments aériens. Durant la brève campagne de Pologne en 1939 ils servirent d'avions de liaison et un certain nombre furent capturés par la Luftwaffe.

- Portugal : 26 Avro 626 furent achetés au Royaume-Uni avec une licence de production mais il semble impossible de savoir exactement combien d'appareils furent construits par OGMA (en).

- Tchécoslovaquie : Après avoir pris livraison d'un Avro 626, un nombre indéterminé de Tatra T-126 furent pris en compte.

## Deux appareils survivants
- L'Avro 621 [K3215] fut utilisé tout au long de la Seconde Guerre mondiale comme avion de liaison et réformé en décembre 1946. Acheté par le Wing Co. Heywood, c'est un des deux appareils des surplus de la RAF passés sur le registre civil britannique [G-AHSA] une fois la guerre terminée. Accidenté durant le tournage du film Vainqueur du ciel, en 1955, il fut alors acheté par la Shuttleworth Collection (en) et remis en état de vol. En janvier 2004, il perdit sa livrée jaune, classique des avions d'école de la RAF, pour être repeint aux couleurs du [K3241], appareil utilisé par la Central Flying School en 1936.
- Réformé en 1943 par la Royal New Zealand Air Force, l'Avro 626 [NZ203] devint cellule d'instruction au Hastings ATC Sqdn. Vendu en 1947 à un particulier, il fut porté sur le registre civil [ZK-APC] et stocké en 1958. Il fut racheté en 1981 par la RNZAF et remis en état de vol en 1985. Conservé aujourd'hui au RNZAF Museum (en), c'est le plus ancien avion de la RNZAF existant.

### Développement lié
- Avro 626
- Avro Prefect
- Avro 643 Cadet
- Avro 637
- PWS-18

### Aéronefs comparables
- Hawker Tomtit (en)
- PWS-26
- de Havilland Tiger Moth